# Lluís Domènech i Montaner

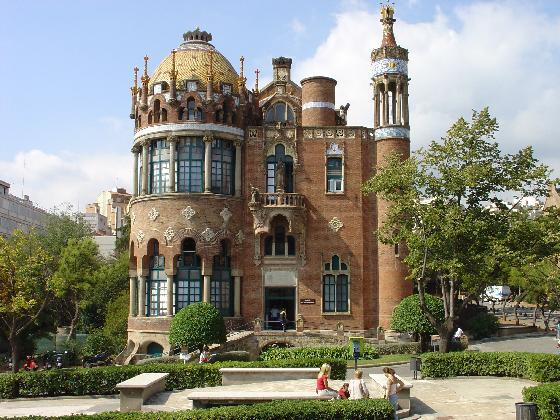
Hospital de Sant Pau, paviljoen

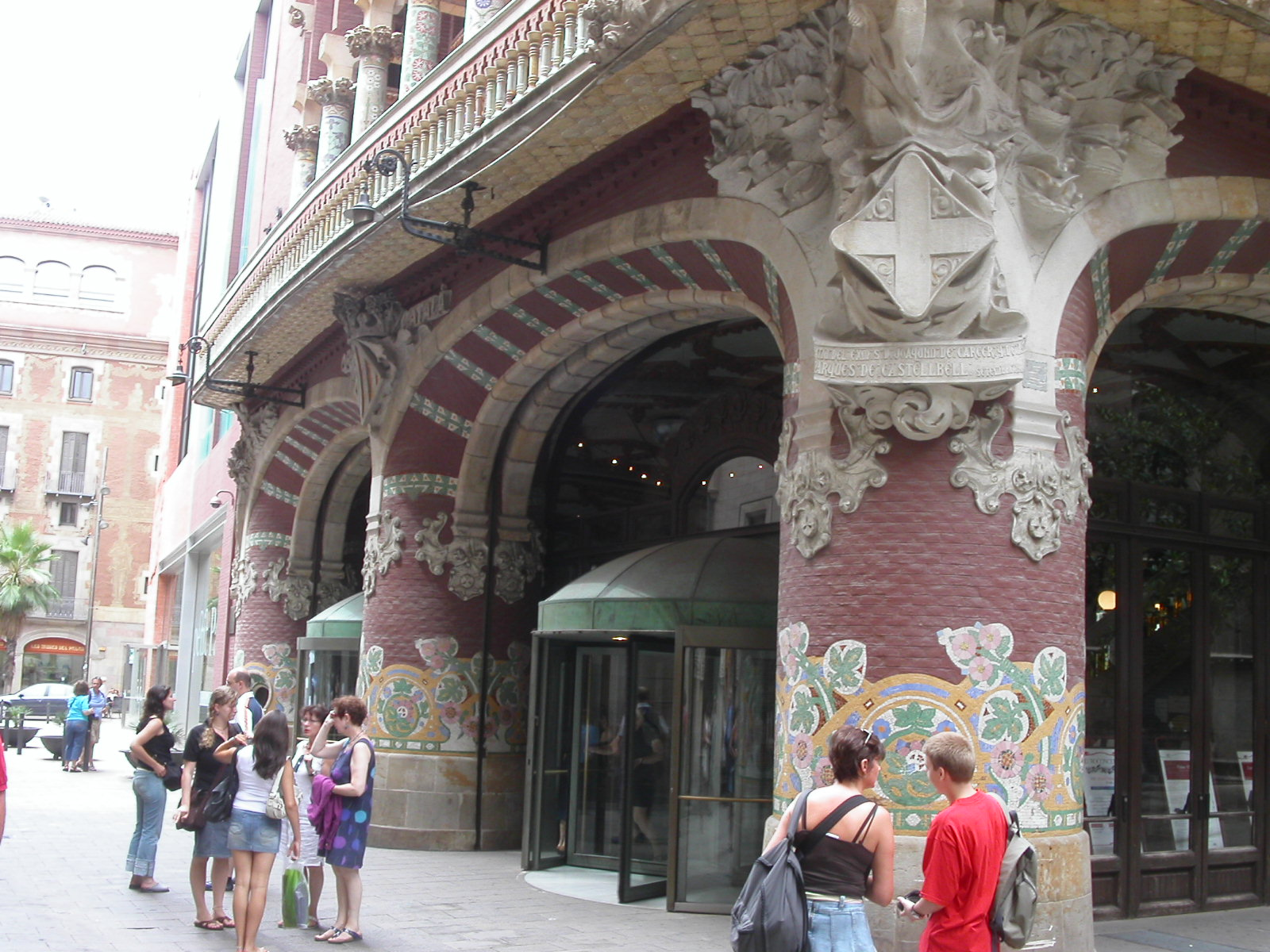
Palau de la Música Catalana

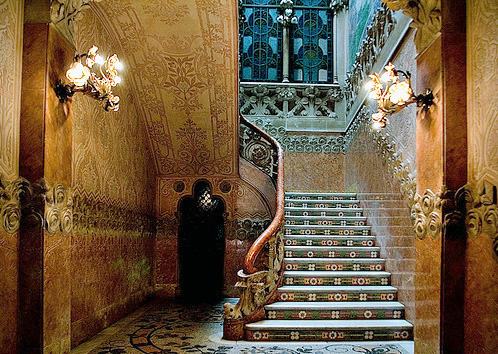
Casa Navas

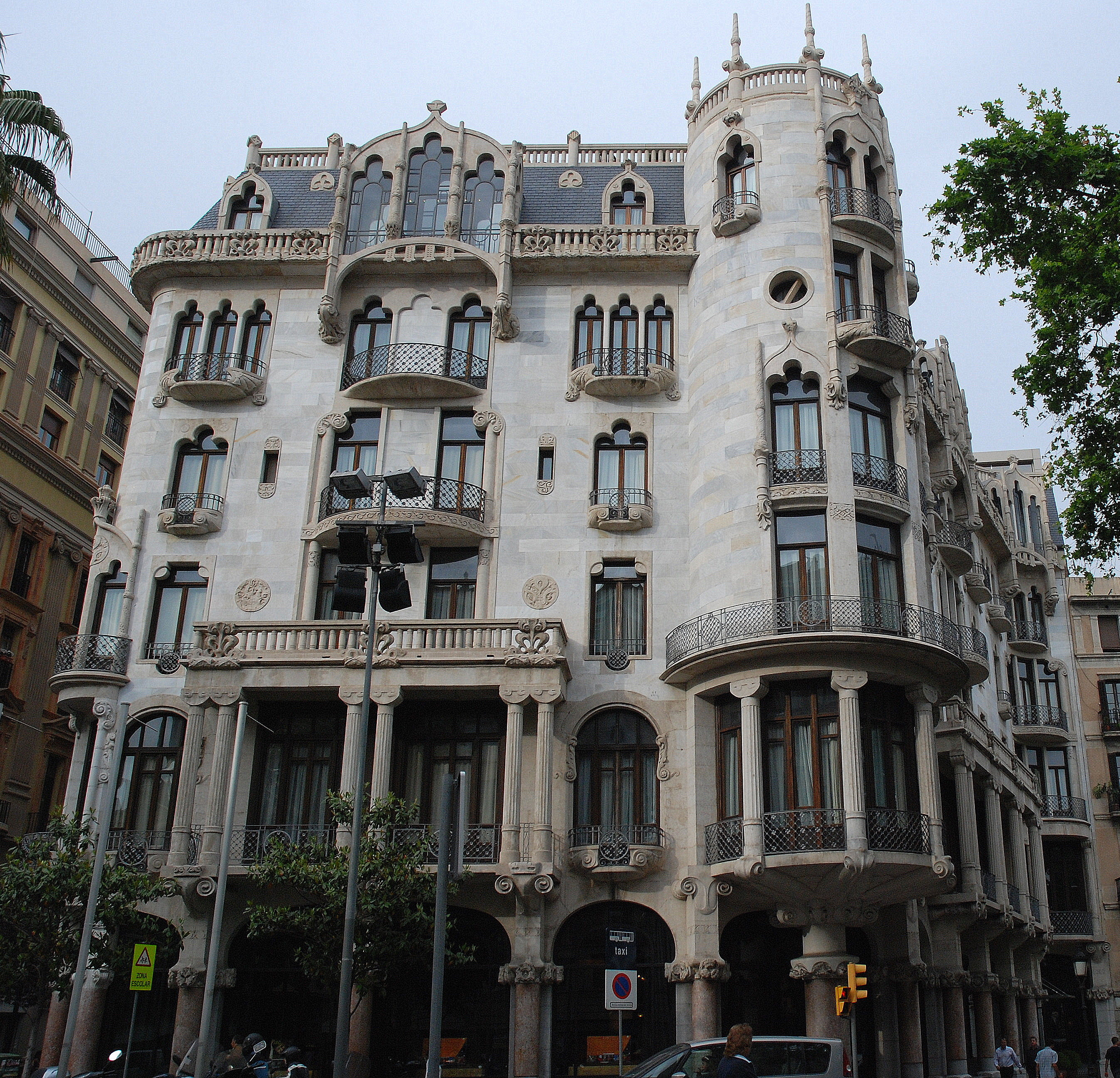
Casa Fuster

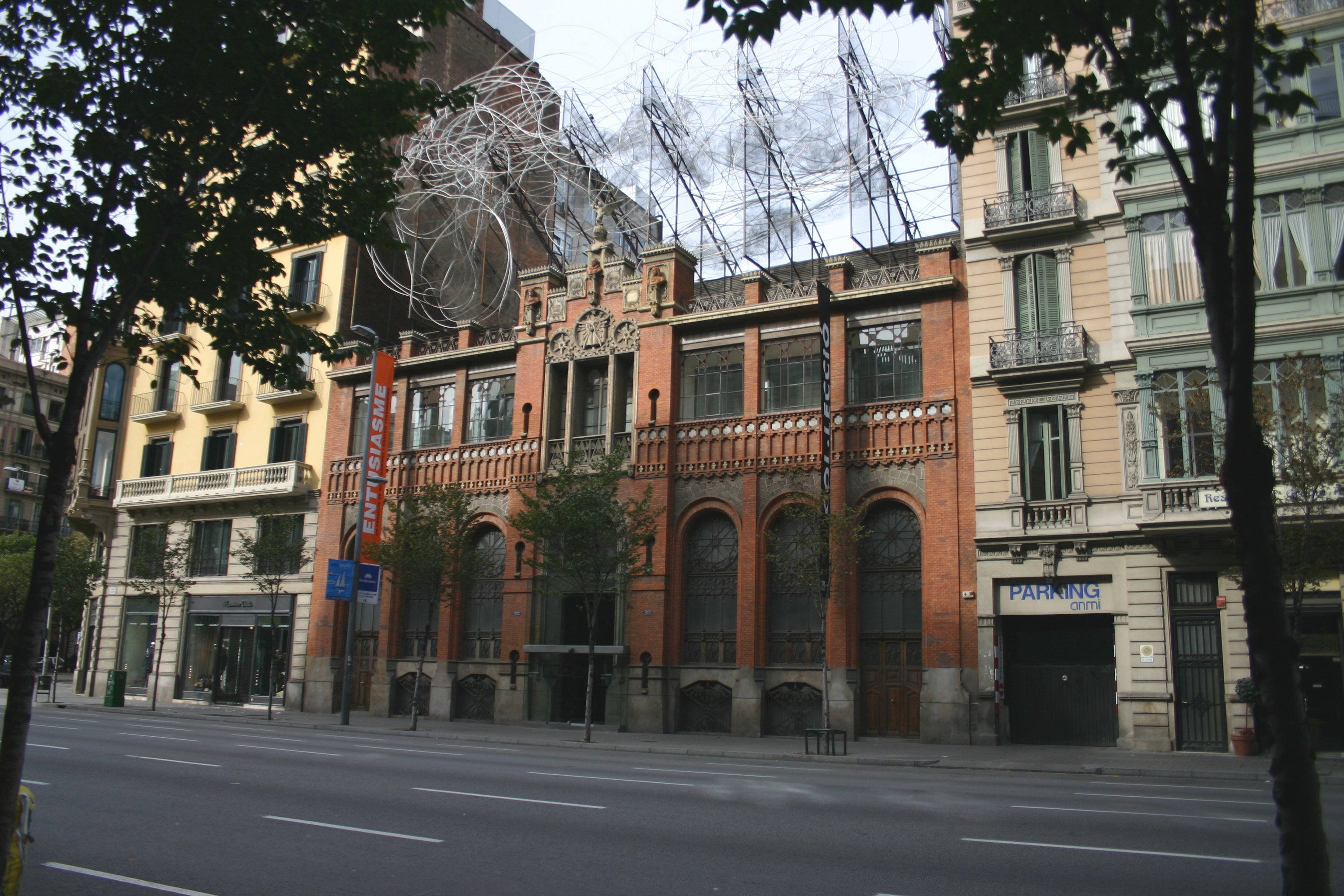
Editorial Muntaner i Simón, nu het gebouw van Fundació Antoni Tàpies

Lluís Domènech i Montaner (Barcelona, 21 december 1850 - aldaar, 27 december 1923) was een Catalaans-Spaans architect. Daarnaast was hij docent, schrijver en prominent Catalaans politicus.
Zijn bekendste gebouwen, het Hospital de Sant Pau en het Palau de la Música Catalana, zijn beide door UNESCO op de Werelderfgoedlijst geplaatst.

## Carrière als architect
Hij speelde een belangrijke rol in het Modernisme català, de Catalaanse variant van jugendstil/art nouveau met Antoni Gaudí als bekendste exponent. Domènech i Montaners gebouw voor de uitgeverij van Muntaner i Simon (1880) wordt beschouwd als het eerste Catalaans-modernistische bouwwerk in Barcelona.
Domènech i Montaner realiseerde gebouwen waarin hij de structurele rationaliteit combineerde met buitengewone decoratieve elementen, geïnspireerd op de Spaans-Arabische architectuurstromingen en de gebogen lijnen eigen aan het Modernisme català.
In het Zoölogisch Museum in Barcelona, oorspronkelijk gebouwd als restaurant El Castell dels Tres Dragons ('Het Kasteel van de Drie Draken') naar gelegenheid van de Wereldtentoonstelling van 1888 in Barcelona, gebruikte hij een ijzerstructuur die zichtbaar bleef, en ook veel keramiek. Deze techniek zou hij later, in 1908, perfectioneren in het Palau de la Música Catalana (Catalaans Muziekpaleis) in Barcelona. Dit gebouw, en andere gebouwen die hij later ontwierp, bevatten vele mozaïeken, keramiek- en glaswerk.
Anders dan andere architecten van het Modernisme català (zoals Gaudí) had hij met het verlopen van de tijd steeds meer de gewoonte om lichtere gebouwen te ontwerpen, door materiaal uit de constructie te verwijderen, maar met behoud van de decoratie als belangrijkste element.
Naast architect was Domènech i Montaner ook 45 jaar docent aan de Escola d’Arquitectura in Barcelona, en schreef een lange reeks essays, technische boeken en artikelen in Catalaanse kranten en tijdschriften.

## Politieke carrière
Zijn politieke carrière begon erg vroeg. Hij was lid van La Jove Catalunya en van El Centre Català en later voorzitter van de LLiga de Catalunya (1888) (Catalaanse Liga) en de Unió Catalanista (1892) (Catalanistische Unie). Hij was een van de organisatoren van het congres dat de Catalaanse Bases de Manresa, een ontwerp voor een regionale grondwet met verregaande autonomie, goedkeurde. Hij was lid van het Centre Nacional Català (1889) en later de Lliga Regionalista (1901). Hij was een van de vier volksvertegenwoordigers die in 1901 de zogenoemde “kandidatuur van de vier presidenten” won.
Hij werd herkozen in 1903, maar verliet de politiek in 1904 om zich volledig te concentreren op het archeologisch onderzoek en architectuur.

## Belangrijke werken

### Catalonië
Stad Barcelona
- Casa Fuster
- Casa Lamadrid
- Casa Lleó Morera
- Casa Thomas
- Editorial Montaner i Simón
- Hospital de Sant Pau
- Museo de Zoología
- Palacio Ramón Montaner
- Palau de la Música Catalana

Provincie Barcelona
- Ateneu Obrer (Canet de Mar)
- Casa Roure (Ca la Bianga) (Canet de Mar)
- Castell de Santa Florentina (Canet de Mar)
- Restaurante la Misericòrdia (Canet de Mar)

Provincie Gerona
- Casa Solà Morales (Olot)

Provincie Tarragona
- Casa Gasull (Reus)
- Casa Navàs (Reus)
- Casa Rull (Reus)
- Instituto Pere Mata (Reus)

### Cantabrië
Provincie Cantabrië
- Cementerio de Comillas (Comillas)
- Fuente de los Tres caños (Comillas)
- Universidad Pontificia (Comillas)

- Bibsys: 90883835
- Biblioteca Nacional de España: XX1071125
- Bibliothèque nationale de France: cb12434619s (data)
- Catàleg d'autoritats de noms i títols de Catalunya: 981058511648906706
- Gemeinsame Normdatei: 119290731
- International Standard Name Identifier: 0000 0000 8127 7386
- Library of Congress Control Number: n82070431
- Bibliotheek van het Japanse parlement: 00620590
- Nationale Bibliotheek van Israël: 987007443066105171
- Nederlandse Thesaurus van Auteursnamen: 068672330
- Réseau des bibliothèques de Suisse occidentale: 02-A003185392
- Système universitaire de documentation: 088367800
- Union List of Artist Names: 500011893
- Virtual International Authority File: 49316848
- WorldCat: E39PBJmxTQYMJDXW67GjyKPCwC